# Sakiszki (okręg uciański)
Sakiszki (lit. Sokiškiai) – wieś na Litwie, w okręgu uciańskim, w rejonie ignalińskim, w gminie Dukszty.

## Historia
W czasach zaborów w gminie Dukszty, w powiecie nowoaleksandrowskim, w guberni wileńskiej Imperium Rosyjskiego. W 1866 liczyła 6 domów, należała do dóbr Antonowo.
W dwudziestoleciu międzywojennym wieś leżała w Polsce, w województwie nowogródzkim (od 1926 w województwie wileńskim), w powiecie brasławskim (od 1926 w powiecie święciańskim), w gminie Dukszty.
Powszechny Spis Ludności z 1921 roku nie podał danych dotyczących miejscowości. W 1931 w 28 domach zamieszkiwało 137 osób.
Wierni należeli do parafii rzymskokatolickiej w Duksztach. Miejscowość podlegała pod Sąd Grodzki w Święcianach i Okręgowy w Wilnie; właściwy urząd pocztowy mieścił się w Duksztach.